# Устройство контроля проникновения в тоннель
Устройство контроля прохода в тоннель (УКПТ) — автоматизированное сигнальное устройство, отслеживающее проникновение человека в тоннель метрополитена.
По правилам пользования метрополитеном, пассажирам запрещено спускаться в тоннель. Для предотвращения нарушений этого правила на входе в тоннель устанавливается специальное контролирующее устройство — УКПТ, его сигнализация срабатывает при пересечении инфракрасного луча на входе в тоннель. Таким образом, работники метрополитена будут оповещены о проникновении в тоннель.
Устройство контроля прохода в тоннель (УКПТ) предназначено для повышения степени безопасности движения поездов и контроля прохода посторонних лиц в тоннель или выхода из него во время движения поездов.
Включение УКПТ производится дежурным по станции непосредственно перед подачей второго предупредительного сигнала. Включение УКПТ в работу производится нажатием кнопки включения. При этом в торце платформы загорается сигнальная лампа и горит ровным светом.
При нажатии кнопки «Выключение УКПТ» отключается одновременно звуковая и световая сигнализация. Выключение УКПТ производится дежурным по станции после утверждения приказа поездного диспетчера о снятии напряжения с контактного рельса.
При проходе посторонних лиц по главным станционным путям в тоннель, а также при выходе из него во время движения поездов осуществляется автоматическое переключение устройства в режим «тревога», которому соответствует одновременное горение сигнальной лампы мигающим светом и подача звукового сигнала. По истечении двух минут звуковая сигнализация автоматически отключается, а горение сигнальной лампы остается мигающим.
УКПТ срабатывает также при открытии служебной двери в тоннель в торце станции. Однако сигнал прекращается сразу же после закрытия двери. Поэтому прекращение сигнала УКПТ через короткое время говорит о том, что несанкционированное проникновение пассажира в тоннель совершено не было.